# Claude Étienne Téallier
Claude Étienne Téallier est un homme politique français né le 1er août 1759 à Trézioux (Puy-de-Dôme) et décédé le 17 novembre 1791 à Paris.
Issue d'une famille bourgeoise anoblie au début du XVIIIe siècle par l'achat d'une charge de secrétaire du roi, il étudie le droit à Riom et Avignon, avant de commencer à exercer comme avocat à Paris. En 1785, il achète la charge de bailli d'Olliergues. Membre du directoire exécutif du département en 1790, il est élu député du Puy-de-Dôme en 1791, siégeant avec les modérés. Il meurt en cours de mandat.

## Sources
- « Claude Étienne Téallier », dans Adolphe Robert et Gaston Cougny, Dictionnaire des parlementaires français, Edgar Bourloton, 1889-1891 [détail de l’édition]